# Xã Sandy, Quận St. Louis, Minnesota
Xã Sandy (tiếng Anh: Sandy Township) là một xã thuộc quận St. Louis, tiểu bang Minnesota, Hoa Kỳ. Năm 2010, dân số của xã này là 356 người.